# 시크 (밴드)
시크(Chic)는 미국의 디스코 밴드이다. 현재는 Nile Rodgers & Chic라는 호칭으로 불린다. 1972년 기타리스트 나일 로저스와 베이시스트 버나드 에드워즈에 의해 결성되었다. "Dance, Dance, Dance (Yowsah, Yowsah, Yowsah)" (1977), "Everybody Dance" (1977), "Le Freak" (1978), "I Want Your Love" (1978), "Good Times" (1979),  "My Forbidden Lover" (1979) 등 상업적으로 성공한 수많은 디스코 노래를 녹음했다.

## 디스코그래피
스튜디오 음반
- Chic (1977)
- C'est Chic (1978)
- Risqué (1979)
- Real People (1980)
- Take It Off (1981)
- Tongue in Chic (1982)
- Believer (1983)
- Chic-ism (1992)
- It's About Time (2018)